# Theutberga
Theutberga (* 9. Jahrhundert; † 875), auch Teutberga, war eine fränkische Adelige aus dem Haus der Bosoniden. Sie war die Tochter des Boso von Arles, Schwester des Laienabts Hukbert von Saint-Maurice d’Agaune und Frau von Lothar II.
Über die frühen Jahre Theutbergas ist nichts bekannt. Sie heiratete im November 855 den fränkischen König Lothar II. Die Ehe blieb kinderlos.
Zwei Jahre nach der Hochzeit begann Lothar II. im September 857 den Versuch, sich von Theutberga scheiden zu lassen, zunächst vor weltlichen Gerichten. Ab 860 rief er auch die kirchliche Gerichtsbarkeit an und versuchte, durch immer neue Argumente die Scheidung vor dem sich erst formenden kirchlichen Eherecht zu legitimieren. Die Scheidung sollte Lothar ermöglichen, seine Konkubine Waldrada zu heiraten und deren gemeinsamen Sohn Hugo als legitimen Erben einzusetzen.
Da eine kirchliche Heirat nicht trennbar war, außer in schwerwiegenden Ausnahmefällen, beschuldigte Lothar II. Theutberga der Inzucht mit ihrem Bruder Hukbert und der Abtreibung eines aus der Verbindung entstandenen Kindes. Im Jahre 857 wurde sie von der Anklage freigesprochen, nachdem ihre Unschuld vor einem weltlichen Gericht durch ein Gottesurteil bezeugt worden war. Daraufhin zog Lothar II. im Januar und Februar 860 vor die Synode in Aachen, auf welcher durch die Erzbischöfe Gunthar von Köln und Theutgaud von Trier ein Geständnis Theutbergas (vermutlich unter Druck und durch Folter) erlangt wurde. Auf einer erneuten Synode in Aachen 862 wurde die Ehe aufgelöst und Waldrada zur Königin gekrönt.
Dagegen sprachen sich Papst Nikolaus I. und Erzbischof Hinkmar von Reims aus. Es folgte im Jahre 863 die Exkommunikation der beiden Erzbischöfe von Köln und Trier. Im Jahre 865 bestätigte Rom die Unschuld Theutbergas und zwang Lothar, Theutberga wieder als seine rechtmäßige Frau und Königin anzuerkennen. Im Rahmen dessen ließ Lothar vermutlich auch den Susanna-Kristall anfertigen, welcher Theutberga angeblich als Entschuldigung und als Zeichen der Anerkennung ihrer Unschuld überreicht wurde. Auf dem Kristall ist die biblische Erzählung der Susanna im Bade abgebildet.
866 wurde Waldrada exkommuniziert. Ein Scheidungsbegehren seitens Theutbergas wurde 867 abgewiesen. Die Ehe endete durch den Tod Lothars 869. Nach Lothars Tod zog sich Theutberga in die Abtei Sainte-Glossinde nach Metz zurück und starb dort als Äbtissin des Klosters.
Der Fall der versuchten Scheidung zwischen Theutberga und Lothar II. ist kirchengeschichtlich von großer Bedeutung, da er ein wichtiger Schritt in die Unauflöslichkeit der kirchlichen Ehe war.
Vermutlich überreichte Theutberga der Abtei bei ihrem Einzug ein Gebetbuch, welches als Theutberga-Evangeliar (englisch Theutberga Gospel) bekannt ist. Dieses Buch setzt sich aus einer Sammlung, aus Lese- und Schreibpraktiken, rituellen Schriften und aristokratischen Schirmherrschaften von weiblichen Gemeinden in Lotharingien zusammen. Außerdem beinhaltet es eine Liste von Landgütern, die wahrscheinlich der Abtei Remiremont unterstanden und nach Theutbergas Tod hinzugefügt wurden. Aufgrund seines guten Zustandes und seiner reichlichen Ausstattung wird es einer karolingischen Königin zugeschrieben, die in einem Kloster lebte. Am 15. Juli 2015 wurde es in London für 2 Millionen Pfund an das Metropolitan Museum of Art in New York versteigert.